# Suchmaschinen-Spamming
Mit Suchmaschinen-Spamming (engl. Search Engine Spamming) (auch Index-Spamming, Spamdexing, Linkspamming, SEO-Spam) wird versucht, über Einträge in eigenen oder fremden Webseiten die Bewertungs-Algorithmen von Suchmaschinen positiv zu beeinflussen. Das Ziel ist, beim Suchmaschinenranking auf eine Suchworteingabe hin auf den vordersten Plätzen zu erscheinen.
Zum Suchmaschinen-Spamming zählen:
- alle Versuche, eine Webseite unter einem Stichwort zu listen, ohne dass die Seite sich mit dem betreffenden Thema beschäftigt (siehe auch Google-Bombe)
- alle Versuche, unter einem Suchbegriff bewusst viele Mehrfachlistungen zu erzielen
- irreführende Hyperlinks zu einer Webseite, die keinerlei Informationen zu dem eingegebenen Suchbegriff enthalten

Dadurch wird ein natürlich wirkender Besucherstrom erzeugt, der Werbeeinnahmen ermöglicht und/oder Webstatistiken wie Alexa oder Google Analytics beeinflusst.

## Begriff
Suchmaschinen-Spamming bei Google bezeichnet man auch als Google-Spamming. Der speziellere Begriff Googleating (sprich: „Google-ating“) wird dann verwendet, wenn Webseiten nur zu dem Zweck kreiert werden, die Linkstruktur maßgeblich zugunsten bestimmter Webpages zu beeinflussen, um dadurch einen hohen PageRank zu erzielen.

## Methoden
Spammer bauen ihre Optimierungsmethoden auf den Such- und Bewertungsstrategien der erfolgreichen Suchmaschinen auf, um die von ihnen erstellten oder betreuten Internetseiten in den Ergebnislisten der Suchmaschinen nach vorne zu bringen. Die meisten Spam-Seiten werden dabei gezielt für die weltweit am häufigsten genutzten Suchmaschinen Google, Yahoo und Bing manipuliert.

### Suchwortdichte
Die Suchwortdichte und die Suchwortprominenz auf der Zielseite fließt, wenn auch nicht als alleiniger Faktor, in viele Bewertungsalgorithmen ein.
Methoden:
- das Unterbringen von vielen Keywords in den alt-Attributen (Alternativtexten) der Bilder
- die Verwendung mehrerer Title-Tags, um Schlüsselbegriffe an prominenter Stelle unterzubringen
- das Schreiben von Text in der Hintergrundfarbe („versteckter Text“, Hidden Text), so dass der Text nur für Suchmaschinen, nicht aber für den Internet-Surfer auf dem Bildschirm erkennbar ist
- das Einfügen von versteckten Texten mit unzähligen Keywords auch außerhalb des sichtbaren Seitenbereiches, in durch Stylesheets unsichtbar gemachten Seitenbereichen oder in Bereichen unterhalb von Grafiken
- mit Brückenseiten (Doorway Pages) oder Cloaking werden Suchmaschinen andere optimierte Seiteninhalte angeboten als die, die ein menschlicher Betrachter zu sehen bekommt.
- Scraper Sites kopieren den Inhalt anderer Seiten
- die Nutzung von Artikelverzeichnissen oder Content Farmen
- Sybil Attack ist die Erzeugung zahlreicher, sich seriös gebender Seiten (Diskussionsforen, Blogs, Beratungsseiten etc.) auf unterschiedlichen Domains und, nachdem diese Seiten ein gutes Ranking erhalten haben, Nutzung dieser unverdächtigen Seiten zur Förderung der eigentlichen, kommerziellen Website durch viele hinzugefügte Links oder Werbung

Das Meta-Element keywords wurde ursprünglich gezielt für Suchmaschinen eingeführt, hat aber aufgrund starken Missbrauchs an Bedeutung verloren.

### Backlinks
Rückverweise (engl. Backlinks) und Linkpopularität werden in der Regel von Suchmaschinen zur Bewertung einbezogen. Durch die zusätzlichen Links erhöht sich die Bewertung.
So wird versucht, auf eigenen Linkfarmen oder auch fremden Webseiten Hyperlinks auf das beworbene Angebot zu setzen.
Diese Links werden oft versteckt eingebaut, zum Beispiel mit Hilfe von winzigen, transparenten Ein-Pixel-Grafiken.
Social Media ermöglicht auch unautorisierten Nutzern, Inhalte zu hinterlassen.
Blogspam
Die Kommentar- und Trackbackfunktionen von Blogs und Gästebüchern werden genutzt, um Links und Texte zu hinterlassen, die meist nichts mit dem eigentlichen Inhalt zu tun haben, aber kommerzielle Seiten bewerben.
Wikispam
Ähnlich den Blog-Kommentaren kann bei Wikis der gesamte Seiteninhalt verändert werden.
Social-Bookmark-Spam
Social-Bookmark-Services sind Plattformen, die es einzelnen Usern ermöglichen, die eigenen Favoriten online abzuspeichern und nach Wunsch mit anderen Benutzern zu teilen. Bekannte Social-Bookmark-Plattformen sind Mister Wong und del.icio.us. Spammer versuchen, durch hinzufügen von Links (Favoriten) mehr Backlinks für die eigenen Projekte zu erhalten. Seit einiger Zeit kann der Tausch von Social-Bookmark-Links beobachtet werden. Mit der Zunahme des Missbrauchs haben die meisten Social-Bookmark-Plattformen die ausgehenden Links mit dem Hyperlink-Attribut rel="nofollow" versehen.
 Forenspam
Durch das Setzen von Links in Forenbeiträgen wird versucht, das eigene Ranking zu verbessern.

#### Negative Suchmaschinen-Optimierung
Negative Suchmaschinen-Optimierung (auch Google Bowling) ist der Versuch, durch kurzfristige Erzeugung von Tausenden verdächtiger Links, die alle auf die gleichen Webseiten von Mitbewerbern verweisen, die Suchmaschinen zur Abwertung der betreffenden Seiten zu veranlassen, und so indirekt die eigene Seite aufzuwerten.

#### Gegenmaßnahmen

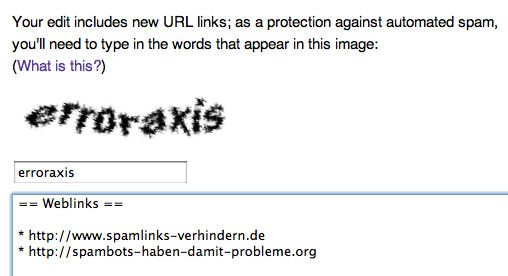
Captcha bei MediaWiki

CAPTCHA-Einsatz zur Behinderung von Spambots.
Durch das Hyperlink-Attribut nofollow, das Suchmaschinen davon abhält, solche Links für die Bewertung zu nutzen, versucht zum Beispiel die deutschsprachige Wikipedia, das Setzen derartiger Links sinnlos zu machen.
Interne Spam-Filter in Blogs und Wikis, die über Wortfilter oder die IP-Herkunft DNS-based Blackhole List Spam erkennen und aussortieren oder zum Moderieren vorschlagen. Wortfilter suchen nach kommerziell üblichen Begriffen und URLs. Spam-Filter gibt es auch als externe Dienste, wie z. B. Akismet.

## Maßnahmen der Suchmaschinen
Etliche dieser Manipulationstechniken werden bereits von den Suchmaschinen erkannt. Ist eine Internetseite, die auf die beschriebene Art und Weise massiv manipuliert wurde, von den Suchmaschinenbetreibern entdeckt worden, steht den Suchmaschinenbetreibern eine Reihe von Gegenmaßnahmen zur Verfügung:
- Anpassung des Sortieralgorithmus
- Verschiebung der Seiten in der Ergebnisliste nach hinten
- Entfernung der Seiten aus dem Index
- Ausschluss einzelner IP-Adressen, ganzer IP-Bereiche oder Domains aus dem Index

## Spam oder Optimierung?
Alle Manipulationen, die dazu dienen, nicht-relevante Ergebnisse in den Suchmaschinen zu erzwingen, sind Spam. So ist jeder, der Internetseiten mit der alleinigen Absicht untereinander verlinkt, die Position einer bestimmten Internetseite zu verbessern, die zum Suchbegriff keine relevantesten Informationen liefert, ein Spammer. Die Anpassung von Seiten an die Sortieralgorithmen von Suchmaschinen mit dem Ziel, die Position bei Suchbegriffen zu verbessern, bezeichnet man als Suchmaschinenoptimierung – dies beinhaltet die Optimierung für relevante Begriffe ebenso wie für irrelevante.
Die Übergänge von der relevanten Optimierung zum Suchmaschinen-Spamming sind aber oft fließend. Für Microsoft sind keine genauen Grenzziehungen zwischen Suchmaschinenoptimierungstechniken und Spammer-Aktivitäten möglich. Google fielen etliche SEO-Dienstleister auf, deren Praktiken inakzeptabel sind, und mahnt deshalb zur Vorsicht.
Von Seiten der professionellen Suchmaschinenoptimierer wird versucht, zwischen legalen (white hat) und illegalen (black hat) Optimierungstechniken, also Spamming, zu unterscheiden, um sich von den schwarzen Schafen der Branche abzugrenzen. Die Verwender illegaler Optimierungstechniken behaupten allerdings, dass es bei Suchmaschinenoptimierern kein ethisches Handeln gebe, denn jede ihrer Handlungen ziele bewusst darauf ab, die Ergebnisseiten der Suchmaschinen zu manipulieren. Für sie zähle nur der kommerzielle Erfolg und dieser drücke sich darin aus, ob eine Seite vor der ihrer Konkurrenten gelistet ist.
Im Kapitel über käufliches Spamdexing schreibt Wally Wang, dass solche „Berater“ ihre Arbeit Suchmaschinenoptimierung nennen, und eine schnelle Suche fördere unter dem Suchbegriff SEO Hunderte von Firmen zutage, die entgeltlich Hilfe bei der Verbesserung der Platzierung einer Kunden-Webseite in den Suchmaschinenergebnissen anbieten. Dabei gebe es einige, die legale Techniken einsetzen, aber auch andere, die grenzwertige bzw. illegale Methoden verwenden. Und Daniel Koch schreibt: „Die meisten kommerziell erfolgreichen Webseiten verdanken ihren Erfolg ausschließlich einer guten Platzierung in den Suchmaschinen. Kein Wunder also, dass Webseitenbetreiber immer wieder durch zweifelhafte Methoden versuchen, ihr Ranking zu verbessern.“
In aktuellen Studien wird davon ausgegangen, dass jeder vierte Suchtreffer eine Spam-Seite ist. Erwin Lammenett bemerkt zur Branche: „In Ermangelung von hinreichend interessantem und aktuellem Content haben findige Suchmaschinen-Optimierer Methoden entwickelt, um Suchmaschinen das Vorhandensein von Content und dessen Verlinkung von anderen Seiten vorzugaukeln. Aus juristischer und moralischer Sicht sind diese Methoden heute kritisch zu sehen und dem Spamming zuzuordnen.“ Laut David George nehmen manche der „skrupellosen“ kommerziellen Optimierer durch ihre „aggressiven“ Strategien sogar in Kauf, dass Kundenseiten aus dem Index der Suchmaschinen gelöscht werden, und sie scheuen auch nicht davor zurück, die Seiten ihrer Kunden dazu zu missbrauchen, ihrer eigenen Seite oder den Seiten anderer Kunden über versteckte Links „Traffic“ zuzuleiten.